# Kamp (Bugewitz)
Kamp ist ein Ortsteil der Gemeinde Bugewitz des Amtes Anklam-Land im Landkreis Vorpommern-Greifswald in Mecklenburg-Vorpommern.

## Geografie
Der Ort liegt 6 Kilometer nordnordöstlich von Bugewitz, 10 Kilometer ostsüdöstlich von Anklam und 23 Kilometer ostnordöstlich von Spantekow, dem Verwaltungssitz des Amtes Anklam-Land.
Nachbarorte sind Zecherin im Nordnordwesten, Kölpin und Karnin im Nordosten und Mönchow im Osten; alle auf der Insel Usedom gelegen und Ortsteile der Stadt Usedom. Auf dem Festland Leopoldshagen im Südosten, Bugewitz, Rosenhagen und Bargischow im Südwesten, Gnevezin im Westen sowie Anklamer Fähre im Westnordwesten.
Kamp liegt unmittelbar am Strom, der Verbindung vom Stettiner Haff zum Peenestrom. Der Ort besitzt einen Sportboothafen. Südlich von Kamp verläuft die stillgelegte Bahnstrecke Ducherow–Heringsdorf, die östlich des Ortes auf der Karniner Brücke den Strom querte.

## Geschichte
Der Ort war ursprünglich eine Insel, die Crones-Camp oder Cruneskamp genannt wurde. Sie war bis zur Mitte des 14. Jahrhunderts anteilig im Besitz der Familien Henning, Westenbrügge und Lepel. 1348 verkauften die Familien Hennig und Westenbrügge ihre Anteile an die Anklamer Bürger Marquard von Zagenz und Diederich Thurow. Die Anklamer Bürgermeister Hinrich Voß, Johann Treptow und Dietrich Nezeband sorgten dafür, dass der Ort in städtischen Besitz kam.  Kamp wurde 1357 als Cruneskamp urkundlich erwähnt, als drei Brüder aus der Familie Lepel, die in Karnin ansässig waren, ihren Anteil am Ort und den zugehörigen Wiesen zwischen dem „cruneskamp und der Beke tho Rosenhagen“ für 350 Mark der Stadt Anklam überließen.
Der Anklamer Stadtsekretär und Chronist Carl Friedrich Stavenhagen berichtete im 18. Jahrhundert, dass der Ort und das zugehörige Weideland wiederholt Überschwemmungen ausgesetzt waren. Er schrieb, dass zu seiner Zeit die Insel auf der sich das Fischerdorf früher befand, „längst vom Wasser weggespület“ sei und die Häuser der Bewohner „nunmehro auf dem festen Lande“ stehen würden.
1865 hatte das Fischerdorf Kamp 129 Einwohner die sich auf 16 Haushalte und 30 Familien verteilten. Dazu kam noch das einzeln liegende Gehöft Torfhaus mit 10 Einwohnern in zwei Haushalten. Kamp war zur Kirche Mönchow eingepfarrt, die Bewohner mussten daher beim Kirchgang mit dem Boot zur Insel Usedom übersetzen.
Bei Kamp verlässt die ehemalige Bahnstrecke Ducherow – Swinemünde das Festland zur Karniner Brücke. Die Brücke wurde von der Wehrmacht 1945 gesprengt, lediglich das Hubteil blieb stehen, weil den Marineschiffen die Flucht ermöglicht werden sollte. Die Strecke wurde 1945 als Reparation an die UdSSR demontiert. Der Trassenunterbau ist noch überwiegend gut erhalten.
Parallel zu der ehemaligen Bahnlinie verkehrt in den Monaten von Mai bis Oktober eine Personen- und Fahrradfähre nach Karnin. Im Jahr 2020 wurde der Fährbetrieb wegen der Corona-Pandemie ausgesetzt und schließlich am 22. August 2021 durch eine neue Solarfähre wieder aufgenommen.

## Trivia
Kamp ist der Schauplatz des Romans „Eine andere Zeit“ von Helga Bürster.